# Латакунга
Латакунга (ісп. Latacunga) — місто у провінції Котопахі (Еквадор), адміністративний центр кантону Латакунга.

## Розташування
Розташований недалеко від найвищого діючого в світі вулкану Котопахі (друга за висотою вершина Еквадору), на висоті 2750 метрів над рівнем моря. У місті є Міжнародний аеропорт Котопахі.

## Клімат
Місто знаходиться у зоні, котра характеризується морським кліматом. Найтепліший місяць — січень із середньою температурою 12.8 °C (55 °F). Найхолодніший місяць — червень, із середньою температурою 11.7 °С (53 °F).
| Клімат Латакунґи        | Клімат Латакунґи | Клімат Латакунґи | Клімат Латакунґи | Клімат Латакунґи | Клімат Латакунґи | Клімат Латакунґи | Клімат Латакунґи | Клімат Латакунґи | Клімат Латакунґи | Клімат Латакунґи | Клімат Латакунґи | Клімат Латакунґи | Клімат Латакунґи |
| Показник                | Січ.             | Лют.             | Бер.             | Квіт.            | Трав.            | Черв.            | Лип.             | Серп.            | Вер.             | Жовт.            | Лист.            | Груд.            | Рік              |
| Середня температура, °C | 13               | 13               | 13               | 13               | 13               | 12               | 12               | 12               | 12               | 13               | 13               | 13               | 12               |
| Норма опадів, мм        | 30               | 53               | 54               | 66               | 40               | 28               | 15               | 15               | 25               | 55               | 53               | 42               | 476              |
| ----------------------- | ---------------- | ---------------- | ---------------- | ---------------- | ---------------- | ---------------- | ---------------- | ---------------- | ---------------- | ---------------- | ---------------- | ---------------- | ---------------- |
| Джерело: Weatherbase    |                  |                  |                  |                  |                  |                  |                  |                  |                  |                  |                  |                  |                  |

## Населення
Населення 51 689 осіб (41,2% населення провінції Котопахі), переважно метиси та індіанці.

## Історія
Заснували місто іспанці у 1534 році з назвою Сан-Вісенте Мартір-де-Латакунґа. У місті, раз у два роки, проводиться фестиваль «Fiesta de la Mama Negra».

## Галерея

Латакунґа
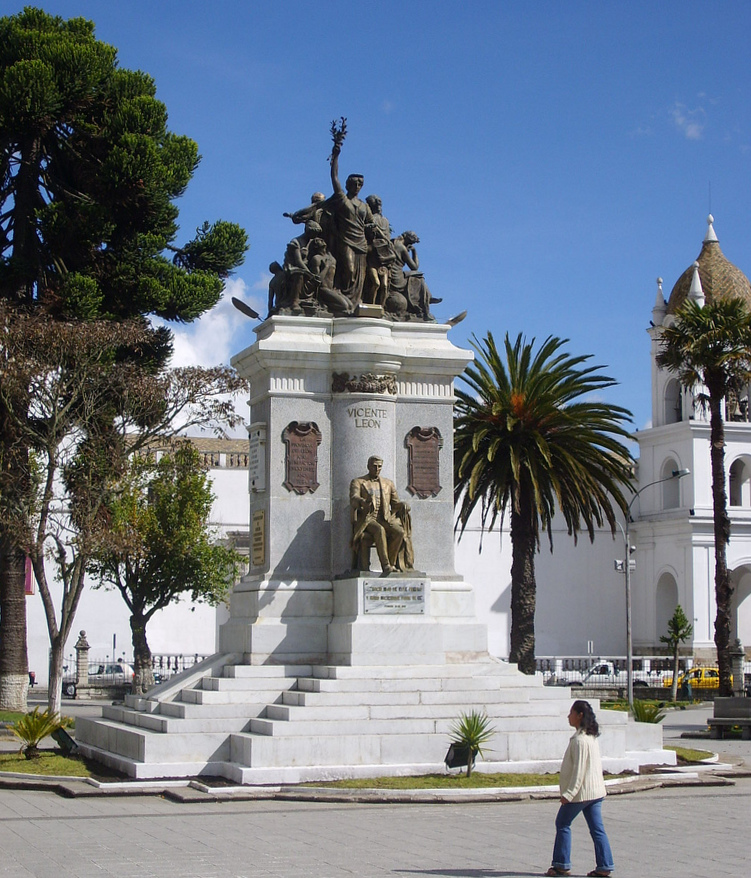
Пам'ятник Вісенте Леону
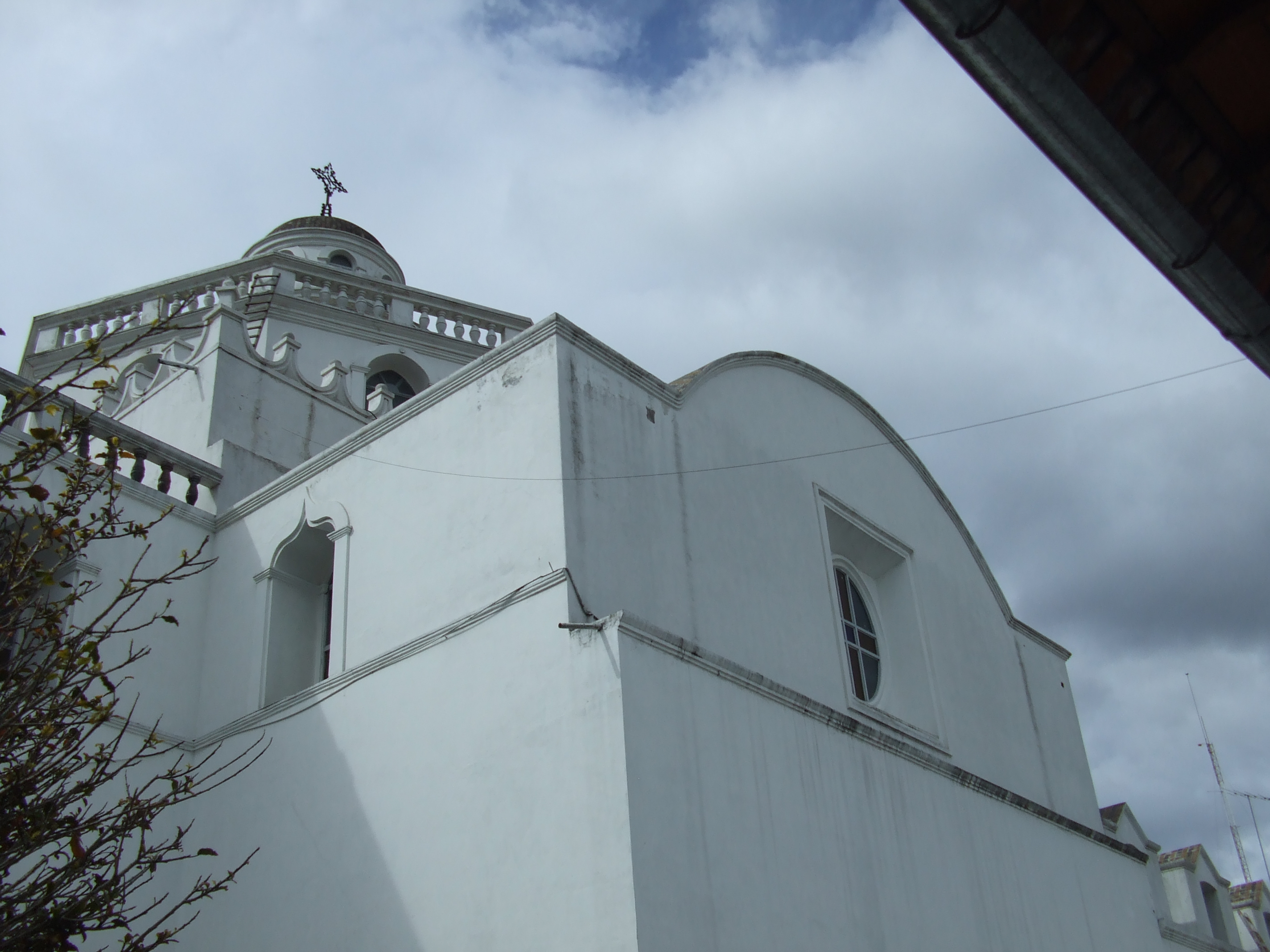
Собор
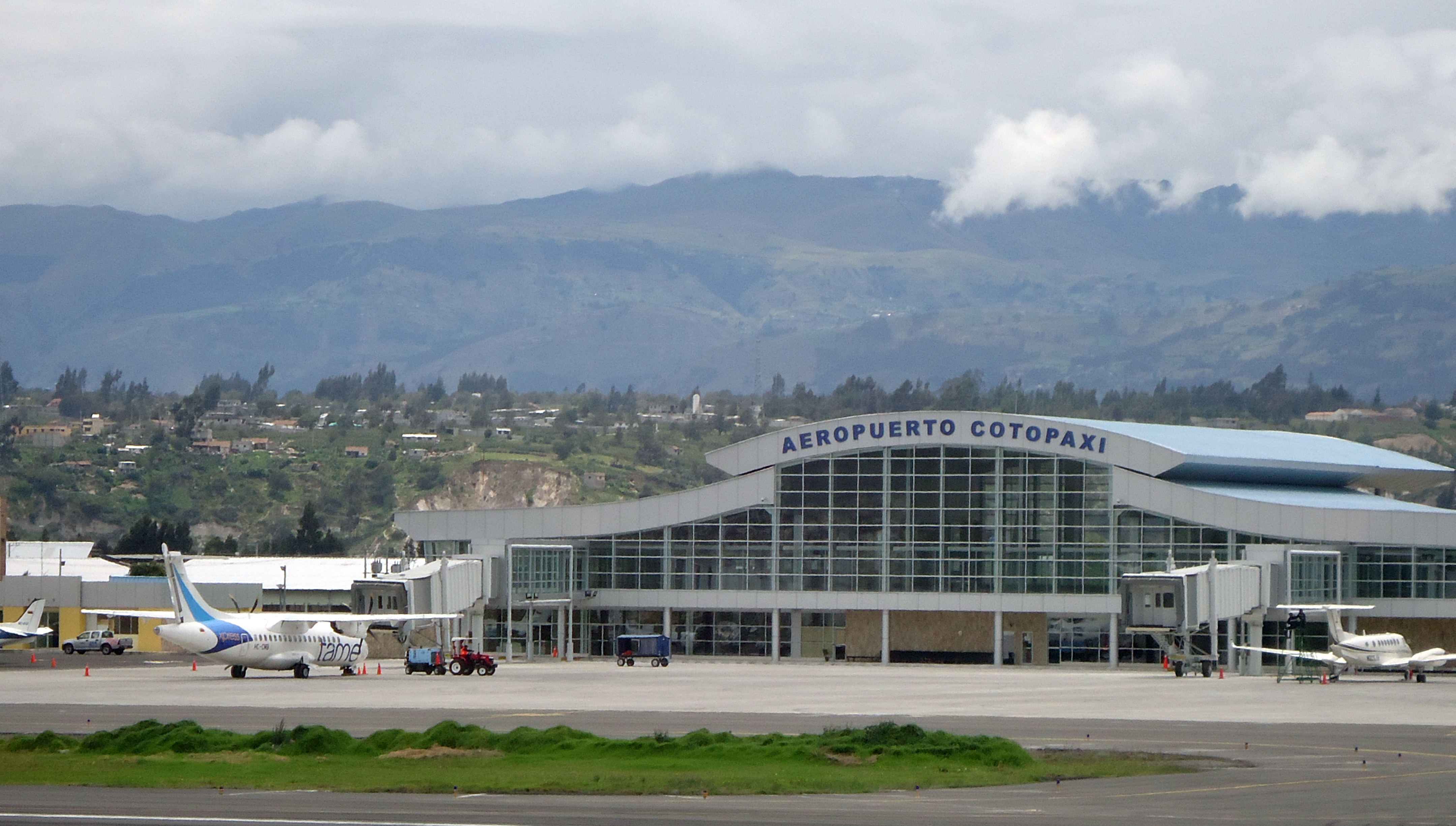
Міжнародний аеропорт Котопахі
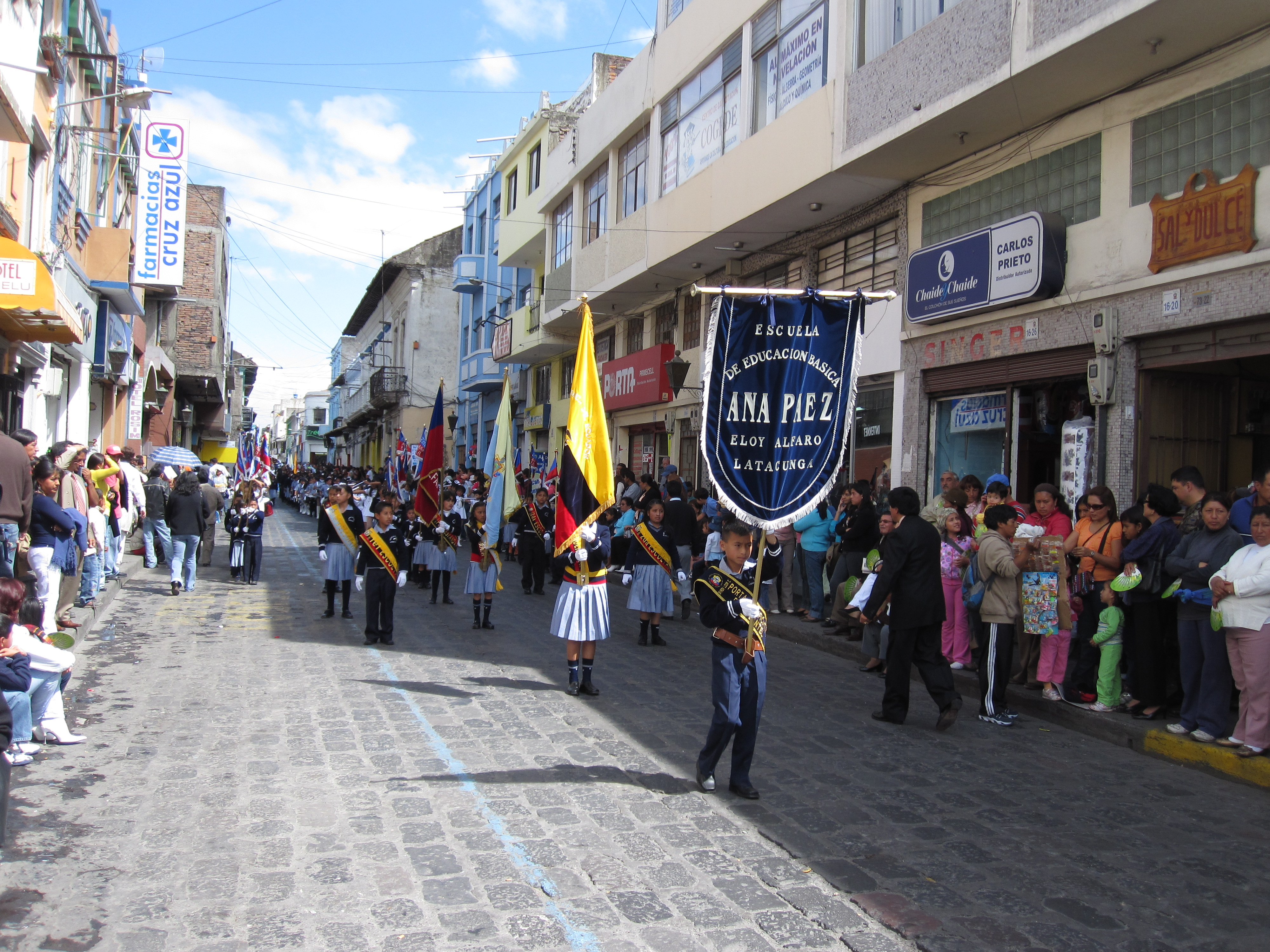
Свято Незалежності.
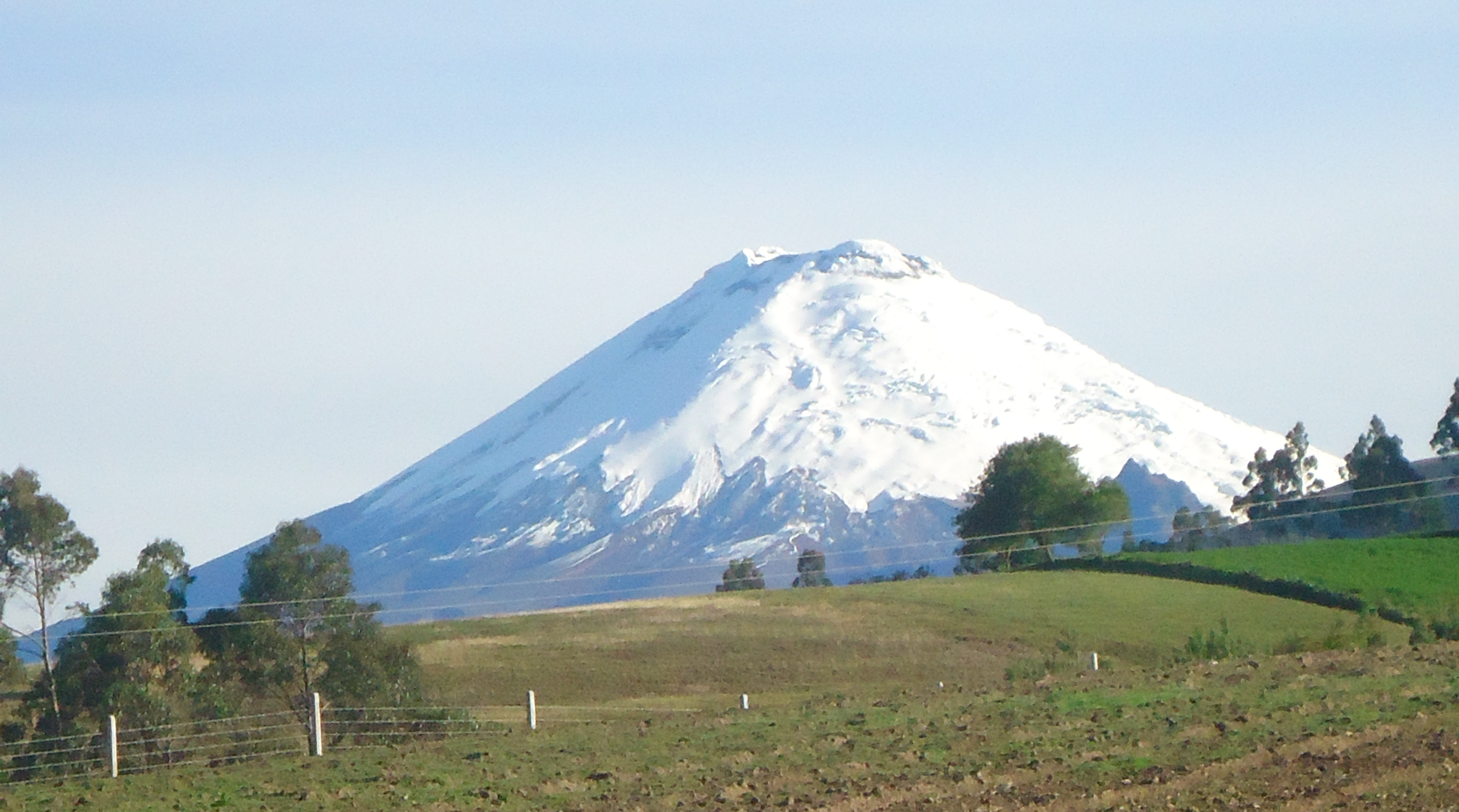
Вулкан Котопахі